# Saint-Vérain
Saint-Vérain – miejscowość i gmina we Francji, w regionie Burgundia-Franche-Comté, w departamencie Nièvre.
Według danych na rok 1990 gminę zamieszkiwało 355 osób, a gęstość zaludnienia wynosiła 14 osób/km² (wśród 2044 gmin Burgundii Saint-Vérain plasuje się na 565. miejscu pod względem liczby ludności, natomiast pod względem powierzchni na miejscu 272.).